# Việt Thành Lĩnh
Việt Thành Lĩnh (tiếng Trung: 越城岭; bính âm: Yuèchéng Lǐng), còn gọi là Lão Sơn Giới (tiếng Trung: 老山界; bính âm: Lǎo Shān Jiè), là một dãy núi ở ranh giới giữa tỉnh Hồ Nam và tỉnh Quảng Tây của Trung Quốc.
Việt Thành Lĩnh là một bộ phận của dãy Nam Lĩnh ở Trung và Nam Trung Quốc.
Việt Thành Lĩnh chạy theo hướng đông bắc tới tây nam. Trong dãy có một số đỉnh vào loại cao nhất ở Quảng Tây, như đỉnh Miêu Nhi (猫儿山, Māo er shan) cao 2.142 mét (7.028 ft) được coi là "Hoa Nam đệ nhất lĩnh" (núi số một miền nam Trung Quốc).